# ユニチカ通商
ユニチカ通商株式会社（ユニチカつうしょう、英称： UNITIKA TSUSHO LTD.）は、かつて存在した日本の繊維系商社。ユニチカトレーディングの前身。

## 概要
繊維原料並びに各種繊維製品の輸出入及び製造販売、各種フィルム・樹脂・スパンボンド製品の販売、建材・資材等の販売及び建設、内装工事の設計請負、生活関連・業務用品及び各種資材用品の製造販売が、同社の主たる事業である。

## 沿革
- 1942年　- 南興物産（株）設立/大日本紡績（株）（現・ユニチカ（株））の特約店となる
- 1952年 - 大日本紡績（株）の子会社となる
- 1970年 - 南興物産（株）からユニチカ通商（株）に社名変更
- 1975年 - 東京都中央区に現東京支社の母体となる営業所を開設
- 2001年 - ユニチカ販売（株）、ユニチカサービス（株）商事部門、ユニチカインテリア（株）を統合、ユニチカメイト（株）を子会社とする
- 2009年 - ユニチカファイバー（株）の衣料部門、ユニチカテキスタイル（株）及びユニチカサカイ（株）の営業部門を統合し、ユニチカ通商（株）から「ユニチカトレーディング（株）」に社名変更[3]

## 事業所
- 東京支社 - 東京都中央区日本橋室町4丁目1番5号 [1][4]

## 歴代社長
- 原乙彦